# 松田九郎
松田 九郎（まつだ くろう、1922年8月1日 - 2015年2月9日）は、日本の政治家。衆議院議員（2期）。長崎県議会議長、自民党国対副委員長、宗教政治研究会事務局長などを務めた。長男は元長崎県議会議員の松田正民。

## 経歴
長崎県北松浦郡佐々町出身。1943年法政大学専門部法科卒業。長崎県議会議員、同議長を経て、1983年12月の第37回衆議院議員総選挙で当選。河本派に所属。自治政務次官となった。2期連続当選したが、1990年2月の第39回衆議院議員総選挙で落選した。
1993年の第40回衆議院議員総選挙にも出馬したが落選。
1995年の第17回参議院議員通常選挙では、無所属で一人区の長崎県選挙区に出馬して自民党公認の新人宮島大典と共倒れとなり、落選後は新進党に移籍。ついで自由党に移り、国政復帰を目指して立候補を続けたが果たすことはできなかった。
そうした中、1998年2月の金子原二郎の長崎県知事転身に伴う長崎4区補欠選挙で宮島に敗れた際買収で逮捕された。一審、二審を経て、2000年最高裁で懲役1年10ヶ月の実刑が確定。1994年秋の叙勲で勲三等旭日中綬章を受章しているが、2000年7月7日、褫奪された。
2008年2月21日夜、長崎県北松浦郡江迎町の国道204号を横断中に乗用車にはねられ重傷を負った。
2015年2月9日、急性呼吸不全のため長崎県佐世保市の老人施設で死去、92歳没。

## 人物
- 国会では「ヤジ将軍」として知られた[10]。その一方で長崎県議会議長時代の1977年4月30日に行われた原子力船、むつの佐世保港を受け入れるかどうかを決める臨時の長崎県議会最終日、松田はヤジを飛ばす反対派に退席をさせたこともある[11]。

- 鈴木宗男は盟友であり、鈴木がヤジを注意されると、松田も共に抗議した。鈴木は松田の逝去に際し、「よく7年間の闘病生活を頑張られたなと…松田先生らしい生き様だったと。『やじは演説の花』とよく言われますが、頭の良さ、勘の良さがありました」と語った[12]。

- 1989年7月20日、テレビ朝日の『内田忠男モーニングショー』に出演した際、これからの農業をテーマに農林族の松田は、秋田や山形の農家と対談し、内田忠男から「農産物の自由化を求める外圧についてどう思うか」と尋ねられ、松田は農家の多さに触れた上で「これらの人口があぶれたらどうしますか。農民は筋肉労働で働くしか能がない。一朝一夕に機械が触れますか」と言ったところ、局に抗議の電話が殺到、20分後にそれを受けて松田は「怒りなんておかしい。農民は実際に技術的な習得もなければ、ソロバン勘定も事務的な処理もやったことがない。毎日が筋肉で働いているので、そういった人が減反や自由化で路頭に迷う」と述べ、番組出演していた秋田のある農家が「そういう農民がいると思っているから、自民党農政はダメになる」と批判、松田は「何を言ってるんだ君は」だと言い返した[13]。これにより、番組終了近くから正午の間に抗議の電話が約200本はかかってきた[13]。